# Нові Микановці
Нові Микановці (хорв. Novi Mikanovci) — населений пункт у Хорватії, у Вуковарсько-Сремській жупанії у складі громади Старі Мікановці.

## Населення
Населення за даними перепису 2011 року становило 573 осіб.
Динаміка чисельності населення поселення:

## Клімат
Середня річна температура становить 11,09 °C, середня максимальна – 25,49 °C, а середня мінімальна – -6,06 °C. Середня річна кількість опадів – 695 мм.
| Клімат поселення                              | Клімат поселення | Клімат поселення | Клімат поселення | Клімат поселення | Клімат поселення | Клімат поселення | Клімат поселення | Клімат поселення | Клімат поселення | Клімат поселення | Клімат поселення | Клімат поселення | Клімат поселення |
| Показник                                      | Січ.             | Лют.             | Бер.             | Квіт.            | Трав.            | Черв.            | Лип.             | Серп.            | Вер.             | Жовт.            | Лист.            | Груд.            |                  |
| Середній максимум, °C                         | 5,83             | 8,05             | 12,70            | 17,30            | 22,38            | 25,49            | 25,45            | 25,01            | 20,97            | 15,52            | 9,60             | 5,60             |                  |
| Середня температура, °C                       | −0,11            | 2,08             | 6,72             | 11,32            | 16,40            | 19,51            | 21,26            | 20,82            | 16,80            | 11,35            | 5,40             | 1,40             |                  |
| Середній мінімум, °C                          | −6,06            | −3,86            | 0,77             | 5,36             | 10,46            | 13,57            | 17,08            | 16,64            | 12,62            | 7,16             | 1,22             | −2,78            |                  |
| Норма опадів, мм                              | 45               | 41               | 43               | 54               | 63               | 89               | 67               | 63               | 51               | 59               | 66               | 54               |                  |
| Середньомісячна швидкість вітру, м/с          | 2.10             | 2.37             | 2.70             | 2.56             | 2.30             | 2.10             | 2.10             | 1.90             | 1.90             | 2.00             | 2.10             | 2.15             |                  |
| Середньомісячна сонячна радіація, кДж/м²·день | 4309             | 7001             | 10998            | 15474            | 19330            | 21398            | 22359            | 20348            | 15129            | 9446             | 4893             | 3610             |                  |
| --------------------------------------------- | ---------------- | ---------------- | ---------------- | ---------------- | ---------------- | ---------------- | ---------------- | ---------------- | ---------------- | ---------------- | ---------------- | ---------------- | ---------------- |
| Джерело:                                      |                  |                  |                  |                  |                  |                  |                  |                  |                  |                  |                  |                  |                  |